# Moria (Lesbos)
Moria (griechisch Μόρια (f. sg.)) ist ein Stadtbezirk der Gemeinde Mytilini auf der nordostgriechischen Insel Lesbos in der Region Nördliche Ägäis. Der Stadtbezirk Moria besteht neben dem Hauptort aus drei weiteren Siedlungen mit insgesamt 1450 Einwohnern (2011).

## Lage und Geographie

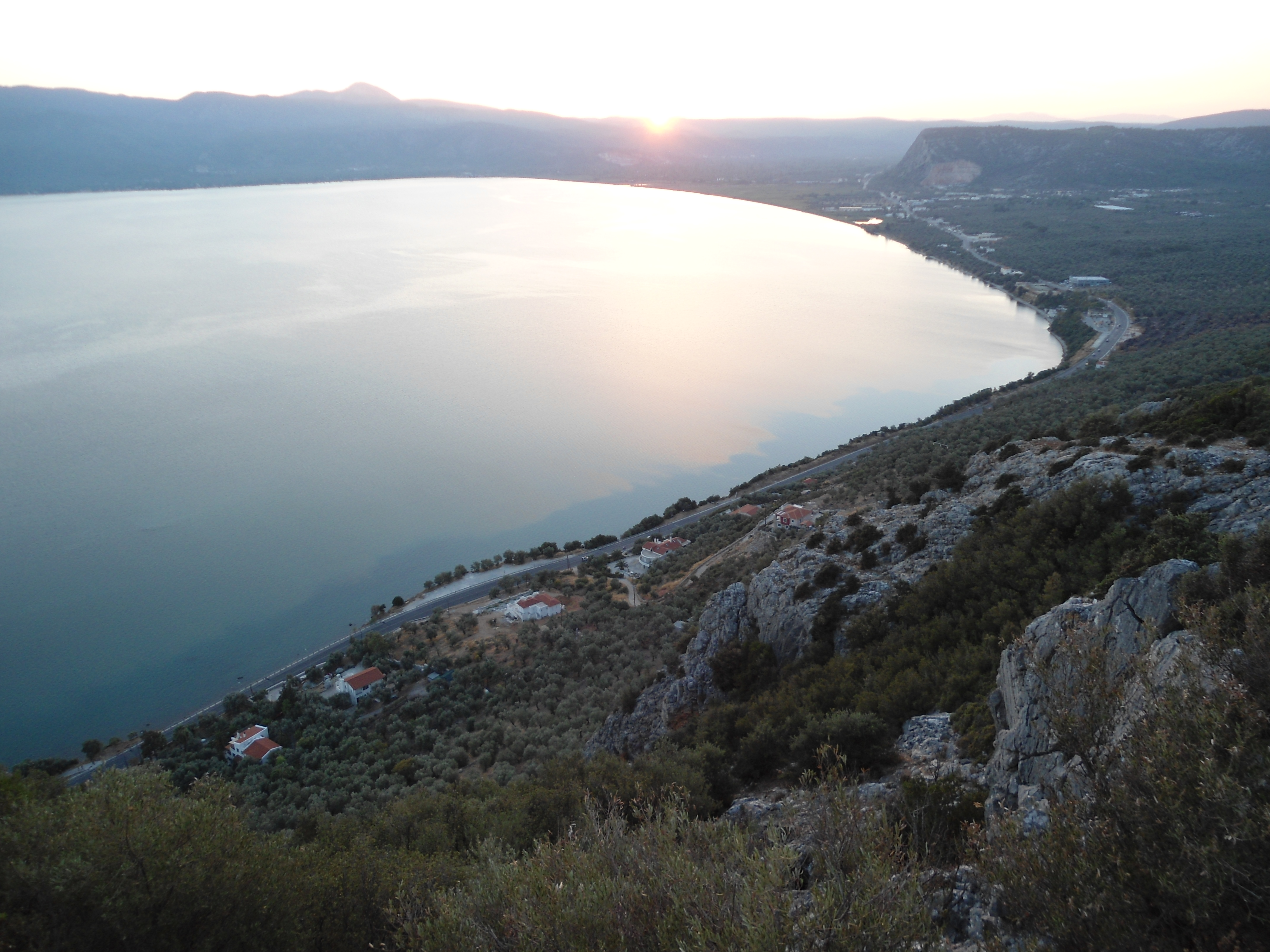
Ortsteil Larisos mit der Ethniki Odos 36 an der Küste des Golfs von Geras

Der Stadtbezirk Moria erstreckt sich im Norden der Amali-Halbinsel (Χερσόνησο της Αμαλής) über 16,406 km². Er reicht von der Nordostküste des Golf von Geras (Κόλπος της Γέρας) bis zur Straße von Lesbos (Δίαυλος Μυτιλήνης) an der Ostküste der Insel. Das Gebiet ist überwiegend hüglig und von Olivenkulturen geprägt, nordostwärts zur Küstenebene hin wird es zunehmend flacher. Im Südosten des Stadtbezirks markiert der Profitis Ilias mit 178 Meter über dem Meer die höchste Erhebung. Die beiden Ortsgemeinschaften Afalonas und Panagiouda grenzen nördlich an, im Süden liegen Alyfanda und der Stadtbezirk Mytilini.
Der Ort Moria ist unweit der Ostküste gelegen. Er ist im Westen und Süden von Hügeln umgeben und erstreckt sich ostwärts zwischen zwei Trockenbächen, die zur Ostküste hin entwässern. Der Ortsteil Achlia liegt direkt an der Ostküste, Larisos im Westen am Golf von Geras. Nordwestlich von Moria liegt die Streusiedlung Marmaro und das ehemalige Flüchtlingslager Moria.

### Klima
Das Klima in der Gegend ist gemäßigt. Die jährliche Durchschnittstemperatur in der Region beträgt 16 °Celsius. Der wärmste Monat ist August, wenn die Durchschnittstemperatur 28 °C beträgt, der kälteste ist Februar mit 4 °C. Der durchschnittliche jährliche Niederschlag beträgt 938 Millimeter. Der feuchteste Monat ist der Januar mit durchschnittlich 161 mm Niederschlag und der trockenste der Juli mit 6 mm Niederschlag.

## Geschichte
Der spätrömische Aquädukt bei Moria stammt vom Ende des 2. oder Anfang des 3. Jahrhunderts n. Chr. Der Aquädukt war Teil der 26 km langen Wasserleitung aus der Nähe von Agiasos am Berg Olympos in die Stadt Mytilini. Weitere Überreste der Leitung sind bei Lambou Myli zu finden. Der 27 m hohe Aquädukt ist auf einer Länge von etwa 170 m teilweise erhalten und hatte siebzehn Bögen. Es wird geschätzt, dass der Aquädukt 127.000 m³ Wasser pro Tag in die Stadt liefern konnte.

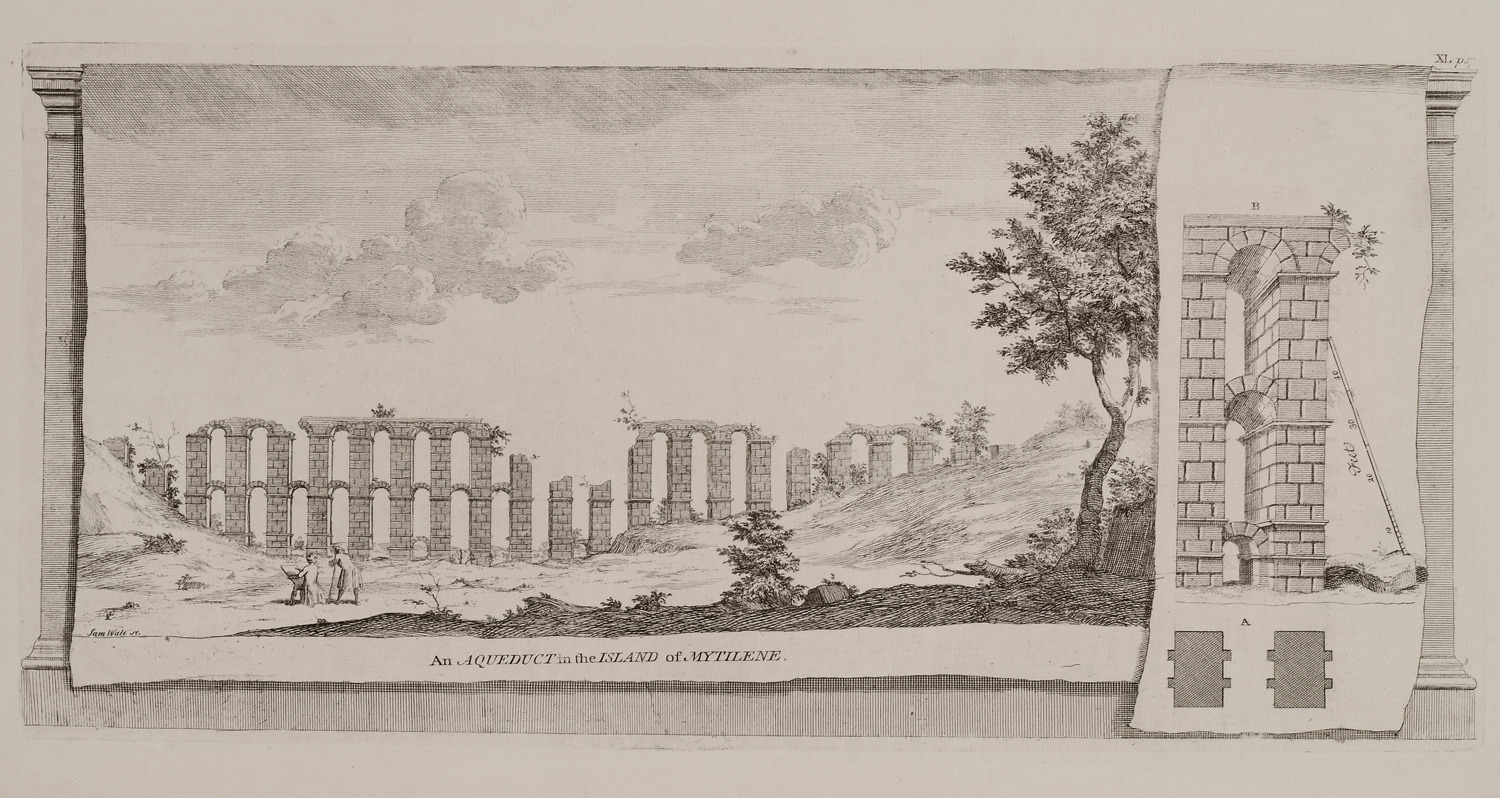
Aquädukt bei Moria. Abbildung bei Richard Pococke (1745)
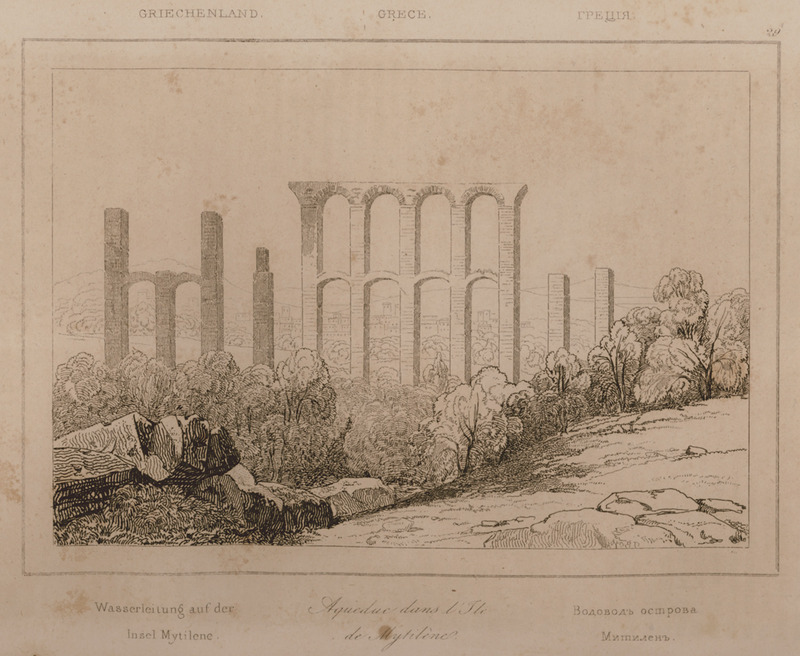
Aquädukt bei Moria. François Pouqueville (1835)
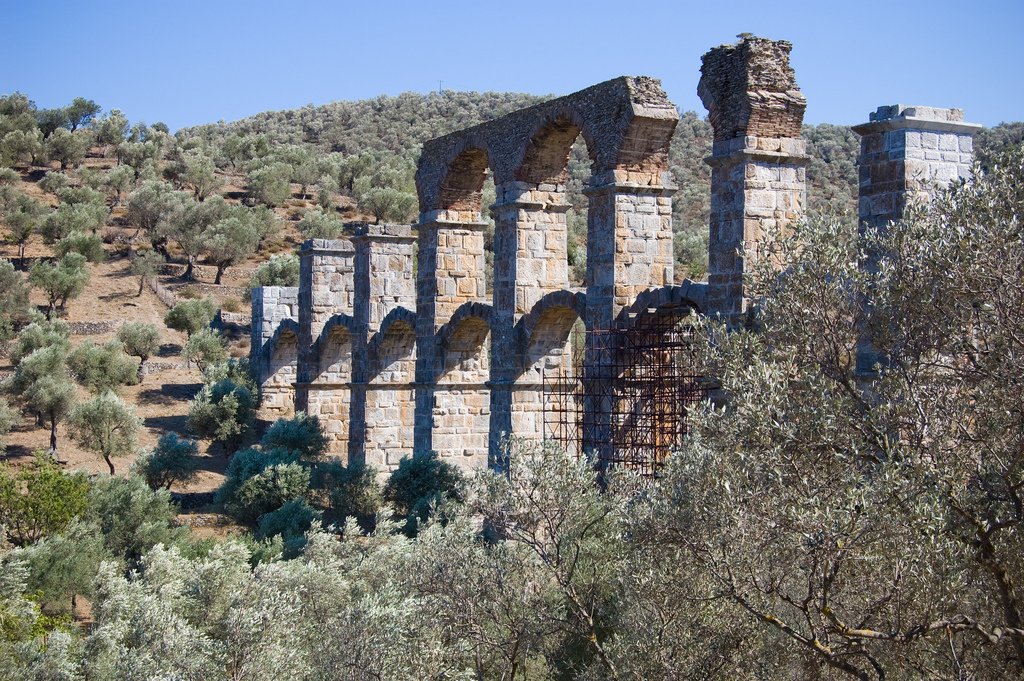
Aquädukt im 21. Jahrhundert
- Aquädukt und Landschaft, das Dorf ist im Hintergrund zu sehen

In unmittelbarer Nähe zu Moria befand sich das Flüchtlingslager Moria, ein Hotspot-Lager der EU für Flüchtlinge und Migranten, das seit 2015 überörtliche Bekanntheit erlangte, mehrfach in Brand geriet und durch einen Großbrand in der Nacht auf den 9. September 2020 zerstört wurde. Für die durch den Brand obdachlos gewordenen Menschen wurde in der Folge ein provisorisches Zeltlager in der Nähe des sich ebenfalls in der Gemeinde Mytilini befindlichen Flüchtlingslagers Kara Tepe errichtet.

## Verwaltungsgliederung und Bevölkerungsentwicklung
Mit dem Ende der osmanischen Herrschaft wurde Moria 1918 Sitz der gleichnamigen Landgemeinde Moria (Κοινότητα Μόριας). Larisos und Marmaro erhielten 1981 die Anerkennung als Siedlungen der Landgemeinde, 1991 folgte Achlia. Gemeinsam mit sieben weiteren Landgemeinden erfolgte die Eingemeindung zur damaligen Gemeinde Mytilini nach der Gemeindereform 1997. Durch die Verwaltungsreform 2010 wurden die Inselgemeinden zur neu geschaffenen Gemeinde Lesbos (Δήμος Λέσβου Dímos Lésvou) zusammengeführt. Seit der Korrektur der Verwaltungsreform 2019 zählt der Stadtbezirk Moria (Δημοτική Κοινότητα Μόριας) zur neu gegründeten Gemeinde Mytilini.
Bevölkerungsentwicklung von Moria
| Ort     | griechischer Name | Code       | 1920 | 1928 | 1940 | 1951 | 1961 | 1971 | 1981 | 1991 | 2001 | 2011 |
| ------- | ----------------- | ---------- | ---- | ---- | ---- | ---- | ---- | ---- | ---- | ---- | ---- | ---- |
| Moria   | Μόρια (f. sg.)    | 5301010601 | 1885 | 2235 | 2032 | 1701 | 1613 | 1463 | 1340 | 1283 | 1207 | 1164 |
| Achlia  | Αχλιά (f. sg.)    | 5301010602 |      |      |      |      |      |      |      | 0026 | 0056 | 0118 |
| Larisos | Λάρισος (f. sg.)  | 5301010603 |      |      |      |      |      |      | 0028 | 0249 | 0264 | 0168 |
| Marmaro | Μάρμαρο (n. sg.)  | 5301010604 |      |      |      |      |      |      | 0038 | 0203 | 0135 | 0000 |
| Gesamt  | Gesamt            | 53010106   | 1885 | 2235 | 2032 | 1701 | 1613 | 1463 | 1406 | 1761 | 1662 | 1450 |